# Доверска патрола
Доверска патрола (енгл. Dover Patrol) био је англо-француски састав ратних бродова (променљиве јачине) из Првог светског рата, који је оперисао у Доверским вратима.

## Организација и задаци
Доверска патрола  формирана је крајем 1914. од делова расформиране Каналске флоте (Channel Fleet), британских и француских бродова подесних за патролну службу. Поверена јој је непосредна заштита поморских путева између Велике Британије и Француске, контрола трговачког саобраћаја у Доверским вратима, подршка савезничког приморског крила и напад на приморско крило немачке армије, а касније и операције против немачких база на фландријској обали. Ослањала се на Довер и Денкерк, а била је непосредно потчињена британском Адмиралитету. До пролећа 1915. командант је био адмирал Хорас Худ (енгл. Horace Hood), до 1917. адмирал Реџиналд Бејкон (енгл. Reginald Bacon), а до краја рата адмирал Роџер Киз (енгл. Roger Keyes).

## Ратне операције

### Патролна служба
Патролну службу на прилазима из Северног мора до краја 1914. вршиле су дању подморнице (заседама), ноћу торпиљарке  и разарачи. Као подршка служили су бојни бродови - предредноти на сидришту Довера. Испред линије подморница крстарили су бродови из састава снага у Хериџу и извиђали за рачун Доверске патроле.
Од краја 1914. организовано је неколико патролних линија од мањих ратних бродова, а 1915. почело је полагање Доверског баража. Доверска патрола је 1915. организовала систематско контролно разминирање пловних путева и прилаза лукама у Доверским вратима, након што су немачке подморнице почеле да полажу мине. У 1917. повећан је број патролних бродова, чиме су и иначе мали успеси немачких подморница осетно смањени.

### Дејства на приморском крилу КоВ
Кад је стабилизован фронт у подручју реке Изер крајем 1914, Доверска патрола је ноћним патролирањем успешно штитила приморско крило савезничких снага, док су бојни бродови и монитори бомбардовали немачке положаје у близини обале. Када су Немци 1915. положили минске препреке пред фландријском обалом, обустављени су напади с мора на њихово крило.

### Операције против немачких база на фландријској обали
Белгијске луке Зебриж (Zeebrugge) и Остенде Немци су претворили у базе за разараче и подморнице. Заштитили су их лучким препрекама и обалским батеријама (почетком 1916. прилазе с мора затварало је 120 топова, међу којима 32 калибра 280-381 мм). С обзиром да су непосредно угрожавале Доверска врата и ушће Темзе, команда Доверске патроле је разматрала могућност заузимања немачких база заједничком акцијом РМ и КоВ. Због недовољних снага здружена операција није изведена. Доверска патрола је само бомбардовала луке уз помоћ монитора: бомбардовање Зебрижа почело је 27. августа, а Остендеа 7. септембра 1915. Против монитора Немци су употребили разараче и експлозивне чамце, тада први пут употребљене. Ефекат монитора био је слаб, па су Савезници од 1917. почели бомбардовања из ваздуха. Авиони су тешко оштетили лучке уређаје и приморали Немце да ратне бродове повуку у Бриж. Ради затварања Зебрижа и Остендеа, савезници су ноћу 22/23. априла 1918. на улазу у луке потопили неколико својих бродова.
Од 1917. Британци су против фландријских база успешно употребљавали торпедне чамце (око 15 т, 34-36 чворова, 2 торпеда), нову врсту ратних бродова који су продирали у противничке базе и у њима потапали бродове. Јак састав Доверске патроле (монитори, разарачи, торпиљарке, минополагачи, миноловци и подморнице) положио је 24. априла 1916. испред фландријске обале бараж од противподморничке мреже и мина дуг 24 наутичке миље. Бранили су га бродови Доверске патроле. Немци су често вршили успешне препаде на патролне снаге које су су штитиле систем савезничких противподморничких прерпека. Један од таквих напада била је битка у Доверском теснацу.

### Операције торпедних флотила
Немачка дејства ради подршке подморница које су продирале у Доверска врата и Ламанш, изазвала су низ бојева између немачких и савезничких торпедних флотила. Од 1916. Немци су против доверске патроле дејствовали и модерним разарачима, бомбардујући узгред и савезничка поморска упоришта на Ламаншу.
Боље наоружани немачки разарачи и торпедни чамци потигли су у ноћним бојевима знатне успехе: највећи окршај била је битка у Доверском теснацу, крајем октобра 1916. После тога, Немци су 24. априла 1917. потопили 1 британски разарач и 2 патролна брода (тзв. Друга битка у Доверском теснацу), а 14. фебруара 1918. девет савезничких патролних бродова који су чували Доверски бараж.

## Последице
Доверска патрола заједно са доверским баражом, успешно је извршила свој основни задатак: обезбедила је континуитет саобраћаја у Доверским вратима. Од савезничког транспортног бродовља које је 1915-1917. извршило око 100.000 прелаза, Немци су потопили свега 55 бродова. Уз минималне савезничке губитке током читавог рата транспортовано је  оба правца 5.614.500 војника и огромне количине ратног материјала.